# Dinamikus fényszórás
A dinamikus fényszórás (DLS vagy kvázi-elasztikus fényszórás, QLS) speciális mérési technika kifejezetten a mikron nagyságrendű tartományban, molekulák és egyéb részecskék detektálásához.

## Áttekintés
A dinamikus fényszórásban a Brown-mozgás hatására létrejövő részecskediffúziót mérjük.  Ezt úgy érjük el, hogy azt az értéket mérjük, amely intenzitásnál a részecskén szóródó fény fluktuál. Az intenzitás fluktuációjának sebességbeli változása attól függ, hogy milyen méretű részecskén szóródik a beeső fény. A gyorsan változó intenzitások kis részecskeméret esetén jellemzőek.

### Digitális korrelátor
A korrelátor alapvetően egy jeleket összehasonlító eszköz, amely két beérkező jel közti hasonlóságot méri az idő függvényében. Ha veszünk egy beérkező jelet és azt egy adott t időpontban detektáljuk, majd t + {\displaystyle \delta }t időpontban önmagával összehasonlítjuk, akkor a véletlenszerűen hullámzó jel esetén nyilvánvaló, hogy az intenzitások nem lesznek azonosak, tehát a két jel különbözni fog. Ha hasonló módon összehasonlítjuk a detektált jeleket t + 2{\displaystyle \delta }t, t + 3{\displaystyle \delta }t időpontokban, azt tapasztaljuk, hogy véletlenszerű forrásból származó jel esetén a korreláció mértéke az idővel csökken. t = {\displaystyle \infty } esetén a korreláció gyakorlatilag 0-vá válik vagyis nem lesz összehasonlítható. A szóban forgó időintervallum – {\displaystyle \delta }t – a mérés során igen kicsiny, rendszerint ns nagyságrendű, amelyet a korrelátor időegységének neveznek. Abban esetben ha a részecskeméret növekszik, a jel időbeli változása kis mértékű, a korreláció változása lassú.

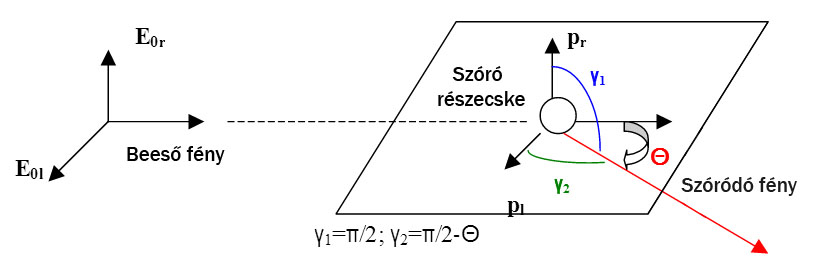
DLS

### Rayleigh és Mie-Debye szórás
A Rayleigh-szórásban a molekulák önálló dipólusokként (p) tekintendők, a részecskeméret kisebb, mint a szóródó fény hullámhossza. Ha a szóródó elektromágneses tér (E) viszonylag távol esik (r) a dipólustól, akkor ezt a {\textstyle {\bar {E}}={\frac {1}{c^{2}r}}{\frac {\partial p}{\partial t}}sin\gamma } írja le, amelyben {\displaystyle \gamma } a dipólmomentum és a megfigyelés iránya által bezárt szög. Oszcilláló térben a dipólmomentum {\displaystyle {\vec {p}}={\vec {p_{0}}}\centerdot e^{-ik[r-ct]}}, melyben {\displaystyle p_{0}}az indukált dipólmomentum. Ekképp az elektromágneses tér nagysága {\textstyle {\vec {E}}=-{\vec {E_{0}}}{\frac {e^{-ik[r-ct]}}{r}}k^{2}\alpha sin\gamma }. A térerősség-vektort derékszögű komponensekre bonthatjuk, ekkor {\textstyle {\vec {E}}_{r}=-{\vec {E_{0}}}_{r}{\frac {e^{-ik[r-ct]}}{r}}k^{2}\alpha sin\gamma _{1}}és {\textstyle {\vec {E}}_{l}=-{\vec {E_{0}}}_{l}{\frac {e^{-ik[r-ct]}}{r}}k^{2}\alpha sin\gamma _{2}}kapunk. Az intenzitás párhuzamos és derékszögű komponensei: {\textstyle I_{r}={\frac {I_{0r}k^{4}\alpha ^{2}}{r^{2}}}} és {\textstyle I_{l}={\frac {I_{0l}k^{4}\alpha ^{2}cos^{2}\theta }{r^{2}}}}, ez összevonva {\textstyle I={\frac {I_{0}}{r^{2}}}\alpha ^{2}{\biggl (}{\frac {2\pi }{\gamma }}{\biggr )}^{4}{\frac {1+cos^{2}\theta }{2}}}, melyben {\displaystyle \theta } szóródási szög, {\displaystyle \alpha } a polarizálhatóság. Ez a részecskéről történő Rayleigh-szórás intenzitása polarizálatlan fény esetén.
A Mie-elmélet alapfeltevése, hogy a részecskék homogén, gömbszimmetrikus jellegűek. Felteszi, hogy a szóródó elektromágneses tér a szóró részecske vagy a homogén közeg minden pontjában jelen van. Relatíve nagy távolság esetén (amikor a részecske a fényforrástól nagy távolságban van) a hullámvektor egyenlete:

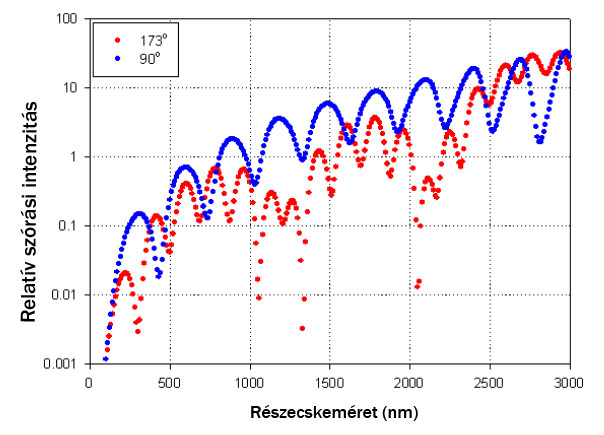
Relatív szórási intenzitás a részecskeméret függvényében különböző beesési szögek esetén

{\displaystyle {\begin{bmatrix}E_{l}^{s}\\E_{r}^{s}\end{bmatrix}}=e^{\frac {-ikr+ikz}{^{ikr}}}{\begin{bmatrix}S_{2}&S_{3}\\S_{4}&S_{4}\end{bmatrix}}{\begin{bmatrix}E_{l}^{i}\\E_{r}^{i}\end{bmatrix}}}
itt {\displaystyle E_{l}^{s}}és {\displaystyle E_{r}^{s}}a párhuzamos és derékszögű komponensei a szóródó fénynek.

### A DLS és a Brown-mozgás
Tudvalevően a Brown-mozgás annál gyorsabb, minél kisebb a közegben jelenlévő részecskeméret. A kisebb molekulák az oldatban jelenlévő nagyobb részecskék által erőteljesebben meglökődnek. A DLS szempontjából két feltétel kell hogy adott legyen: a pontos méréshez ismerni kell a hőmérsékletet, amely állandó kell hogy legyen, egyébként a konvekciós áramok a mintában véletlenszerű molekulamozgásokat idéznek elő, amelyek rontják a mérési eredményeket. A hőmérséklet állandósága a viszkozitás stabilitását is eredményezi ugyanakkor, amely szintén fontos ugyanezen okból.

### Ionerősség és a hidrodinamikai sugár
Egy adott T hőmérsékletű, {\displaystyle \eta } viszkozitású folyadékban mozgó részecske méretére a transzláció diffúziós állandóból következtetünk, amelyet közelítőleg a Stokes – Einstein egyenlet ad meg:{\displaystyle d(H)={\frac {kT}{3\pi \eta D}}}itt d(H) hidrodinamikai sugár. A DLS által mért molekulaméret ebben az esetben az az érték, amely a viszkozitásból következtet a mozgás kvantitatív tulajdonságaira, tromos kettős réteget és a Debye–távolságot. A kis vezetőképességgel rendelkező közeg a részecskék környezetében lévő kettős réteget megnövelheti, csökkentve ezzel a diffúziós sebességet. Bármely megváltozása a részecske felszíni struktúrájának megváltoztatja a diffúzió sebességet, ezzel nyilvánvalóan a látszólagos részecskeméretet szintén.

## Lásd még
Rayleigh-eloszlás